# Juan Pons

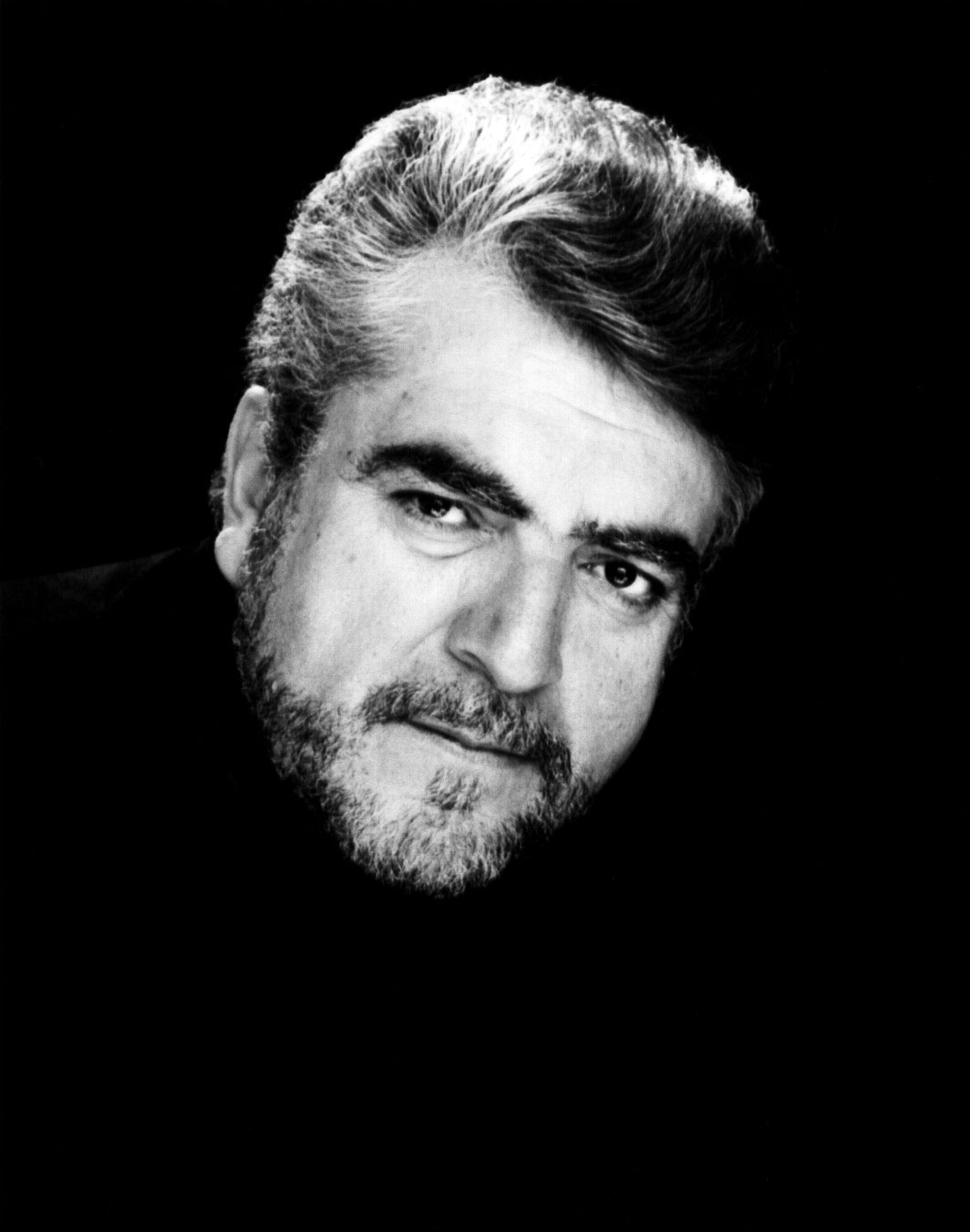
Juan Pons

Juan Pons Álvarez (Ciutadella de Menorca, Espanha, 8 de agosto de 1946), mais conhecido como Juan Pons, é um barítono dramático espanhol.

## Carreira
Juan Pons ganhou reconhecimento mundial em dezembro de 1980, quando abriu a temporada no Teatro Scala de Milão, na Itália, no papel de Falstaff, na ópera homônima de Verdi. Um mês mais tarde, voltou ao Scala de Milão interpretando Tonio na ópera I Pagliacci, de Ruggero Leoncavallo. Pons também fez apresentações em Tosca, La Traviatta, La Fanciulla del West, Gianni Schicci, Cavalleria Rusticana, etc. 
Ao longo de sua carreira, Juan Pons tem cantado nas mais prestigiadas companhias de ópera do mundo, incluindo a Ópera Estatal de Viena, a Royal Opera House, em Londres, o Opera Bastille em Paris, a Bavarian State Opera em Munique, Hamburgo e Zurique, o Gran Teatro del Liceo em Barcelona, o Teatro de la Zarzuela, em Madrid, o Teatro Real de Madrid, as casas de ópera de Roma e Florença, La Fenice, em Veneza, o Teatro Comunale de Bolonha, o Teatro Regio em Parma, a Arena de Verona, o Termas de Caracala, e assim por diante.
Fez sua estreia no Metropolitan Opera House, em Nova Iorque, em 1983 em Il Trovatore, e desde então aparece em sua programação, havendo interpretado Rigoletto, La Traviata, Aida, I Pagliacci, Madame Butterfly, Lucia di Lammermoor, entre outras óperas. Cantou ao lado de Plácido Domingo e Luciano Pavarotti na abertura da temporada de 1994/1995 do Metropolitan. Pons é um dos poucos cantores que não tem faltado na programação do MET desde sua estreia, em 1983.
Em 1992, apareceu como convidado especial na Cerimônia de Abertura dos Jogos Olímpicos de Barcelona, evento que foi transmitido pela televisão a uma audiência estimada em milhões de pessoas.

## Gravações
O catálogo de gravações discográficas de Juan Pons inclui Tosca, La Fanciulla del West, Il Tabarro e Aroldo pela CBS/Sony; La Forza del Destino, Madame Butterfly, Cavalleria Rusticana (ambas sob a direção de Giuseppe Sinopoli); La Traviata com James Levine, Lucia di Lammermoor, O Gato Montês pela Deutsche Grammophon, I Pagliacci pela Phillips com Ricardo Muti. Il Tabarro pela London/Decca e Falstaff com Ricardo Muti pela CBS/Sony.
Suas gravações em vídeo são: L'elisir d'amore,"Nabucco" com James Levine, La Fanciulla del West, Aida e Gianni Schicci sob a regência de Lorin Maazel, I Pagliacci pela Phillips e a Gala Lírica de Sevilha pela BMG.